# Alfred Lefurgey
- (en) Cet article est partiellement ou en totalité issu de l’article de Wikipédia en anglais intitulé « Alfred Lefurgey » (voir la liste des auteurs).

Alfred Alexander Lefurgey (22 avril 1871 – 11 novembre 1934) était un avocat et un politicien canadien.
Né à Summerside, le fils de John Lefurgey, Lefurgey fut éduqué à l'université St. Dunstan, l'université Mount Allison (BA en 1891) et la Faculté de droit de Harvard (LL.B en 1894). Il revint à Summerside où il est un employé de la compagnie de construction navale de son père et la compagnie de cargaison avec son frère, John Ephraim.
Lefurgey fut élu pour la première fois à l'Assemblée législative de l'Île-du-Prince-Édouard pour la circonscription de 5e Prince en 1897. Lefurgey démissionne son siège en 1898 pour essayer d'avoir un siège au fédéral en 1898, mais perdit. Il fut élu à la Chambre des communes du Canada pour Prince-Est dans l'élection fédérale canadienne de 1900 et fut réélu à l'élection fédérale canadienne de 1904 pour Prince. Un conservateur, il fut défait en 1908 et aussi en 1917. Dans la Chambre des communes, il fut le whip pour les provinces maritimes.
Lefurgey était un membre important dans l'ordre de Franc-maçonnerie.